# إل جي أوبتيموس L4 II
إل جي أوبتيموس L4 II (بالإنجليزية: LG Optimus L4 II) هو هاتف ذكي من مجموعة إل جي يعمل بنظام أندرويد تم الكشف عنه في يونيو 2013، تم طرحه في الأسواق في يوليو 2013.

## الخصائص
- نظام التشغيل: أندرويد
- الكاميرا الخلفية: 3,15 ميجابكسل
- الشاشة: 320×480
- الوزن: 125 غرام
- الذاكرة: 512 ميجابايت